# Orlando Villas-Bôas
Orlando Villas-Bôas ONM OMC (Santa Cruz do Rio Pardo, 12 de janeiro de 1914 — São Paulo, 12 de dezembro de 2002) foi um sertanista brasileiro. Segundo algumas fontes, Orlando teria nascido em Botucatu, no interior de São Paulo, embora registrado em Santa Cruz do Rio Pardo, município do qual seu pai, Agnelo, era prefeito entre 1914 e 1916.

## Biografia
Era o mais velho dos irmãos Villas-Bôas -  Cláudio, Leonardo e Álvaro. Com Cláudio e Leonardo, Orlando fez o reconhecimento de numerosos acidentes geográficos do Brasil central, motivo pelo qual recebeu, em 1967, a Medalha do Fundador da Royal Geographical Society. Em suas expedições, os irmãos abriram mais de 1 500 quilômetros de picadas na mata virgem, onde surgiram vilas e cidades. Foi indicado duas vezes para o Prêmio Nobel da Paz, com Cláudio, em 1971 e, em 1975, pelo resgate das tribos xinguanas.
Os irmãos lideraram a Expedição Roncador-Xingu, iniciada em 1943 e que depois de 24 anos deixou em seu rastro mais de  40 novas cidades, 19 campos de pouso e o Parque Nacional do Xingu, criado por lei em 1961, com a ajuda de Darcy Ribeiro. Na expedição, Orlando, Cláudio, Leonardo e Álvaro mapearam a região que visitaram, conseguindo permissão tácita para instalar as bases da Fundação Brasil Central. Cuidadosos, eles souberam agir contra ideias assimilacionistas e contra a ação de especuladores.
Orlando e seus irmãos idealizaram e ajudaram a consolidar o Parque Indígena do Xingu com o apoio do marechal Rondon (este pensava diferente dos irmãos Villas-Bôas, de Darcy Ribeiro e do sanitarista Noel Nutels). Orlando chegou, em 1961, a administrar o Parque, onde hoje vivem cerca de seis mil e quinhentos indígenas de catorze etnias diferentes.
Publicou catorze livros. Algumas das aventuras da expedição Roncador-Xingu foram contadas em "A marcha para o Oeste", escrito com Cláudio. Já no fim da vida, Orlando começou a escrever uma autobiografia lançada após seu falecimento.
Foi demitido da Funai, órgão que ajudou a criar, em fevereiro de 2000 pelo seu então presidente, Carlos F. Marés de Souza. A demissão causou revolta da opinião pública e retratação formal do presidente Fernando Henrique Cardoso.
Morreu aos 88 anos, em 2002, no Hospital Albert Einstein, na capital paulista, por falência de múltiplos órgãos.

## Homenagens
Orlando Villas-Bôas recebeu diversas homenagens em razão do trabalho desenvolvido, dentre elas:
- Medalha do Fundador, concedida pela Royal Geographical Society of London, com a aprovação da Rainha da Inglaterra;

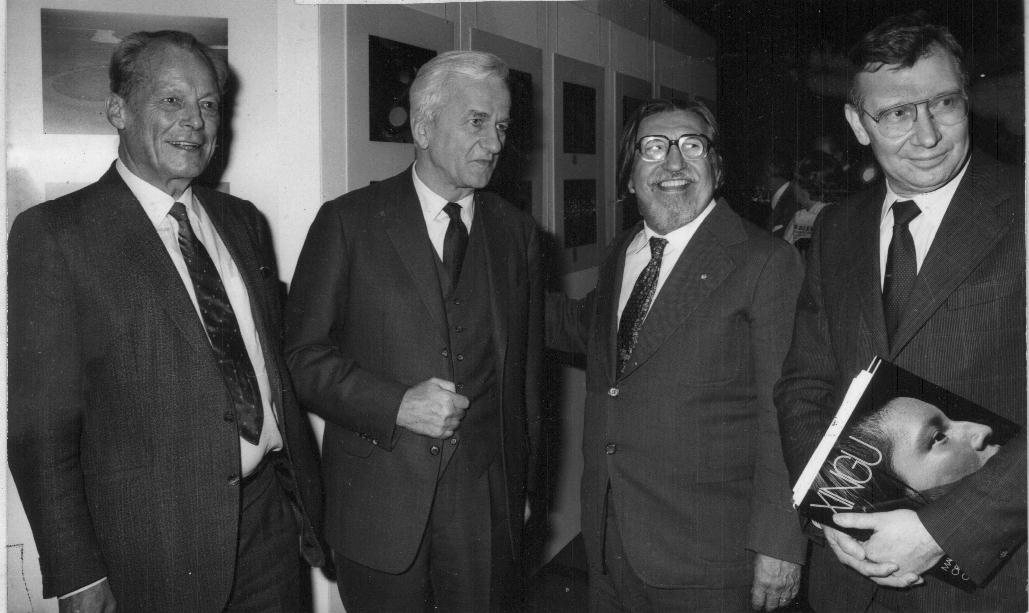
Da esquerda para a direita: Willy Brandt (ex-chanceler alemão e Nobel da Paz), Richard von Weizsäcker, presidente da Alemanha, e Orlando Vilas-Boas, em 1984 na Alemanha.

- As mais altas condecorações brasileiras, como o “Grau Oficial da Ordem do Rio Branco” e "Grão Mestre da Ordem Nacional do Mérito" entre outras;

- Membro do "The Explorers Club of New York";

- Foi indicado para o "Prêmio Nehru da Paz" e para o "Prêmio Nobel da Paz", por Julian Huxley e Claude Lévi-Strauss.

Recebeu, ainda, cinco títulos "Doutor Honoris Causa" de universidades estaduais e federais brasileiras e algumas dezenas de títulos de cidadãos honorários de diferentes cidades brasileiras.
Em 2001 foi homenageado como enredo pela escola de samba Camisa Verde e Branco.